# 房州びわゼリー
房州びわゼリー（ぼうしゅうびわゼリー）は、千葉県房総半島で栽培されているビワ（房州びわ）を使用したゼリー。

## 概要
大きくて肉厚な「房州びわ」の実を材料とする。
南房総以外でも千葉県内の駅やサービスエリアの売店でも販売される。千葉県南房総市では「果実の宝石 びわゼリー」としてふるさと納税の返礼品として使用している。

## 起源・由来
南房総で創作菓子を製造販売する「亀や和草」（1932年創業）が「房州びわ」の実を使ったゼリーを創案した。びわは大事に扱わないとすぐに傷んでしまう繊細な果物なので、初夏に収穫したびわをシロップ漬けにしておき、びわが採れない時期でも食べられるように工夫されている。シロップ漬けしたビワを半分に切って種を取り、ゼリーに入れることで「房州びわ」の甘さと食感が楽しめるようにしたのが始まりであるとされている。

## 特徴
「房州びわ」を旬の時期に収穫して新鮮な状態で加工したピューレを使用したゼリーが一般的である。

### 主な製品
まるごとびわゼリー
皮と種を取り除き、果肉をまるごと中に入れたゼリー。
飲むびわゼリー
びわの果肉を多く含む「飲むゼリー」。カップに入っており、そのまま太めのストローを差して飲める。

## 主な製造販売企業
表記内容は左から順に、企業名（企業名と異なる屋号がある場合、丸括弧（ ）内に記す）、個別商品の代表例（鉤括弧「 」内）、所在地（丸括弧（）内）。 
- 道の駅とみうら 枇杷倶楽部「完熟びわゼリー」（南房総市富浦町）
- 南房総菓子工房 亀や和草「房州びわゼリー[2]」（南房総市）
- 亀屋本店「まるごとびわゼリー」（鴨川市）
- 菜花の里「びわ直送便」（成田市）
- なごみの米屋「房総びわゼリー」（成田市）

## 受賞歴
- 1994年 - 第22回全国菓子大博覧会 栄誉賞
- 1995年 - 全国商工会議所 会頭努力賞
- 2002年 - 第24回全国菓子大博覧会 栄誉大賞